# 愛知県道51号知立東浦線

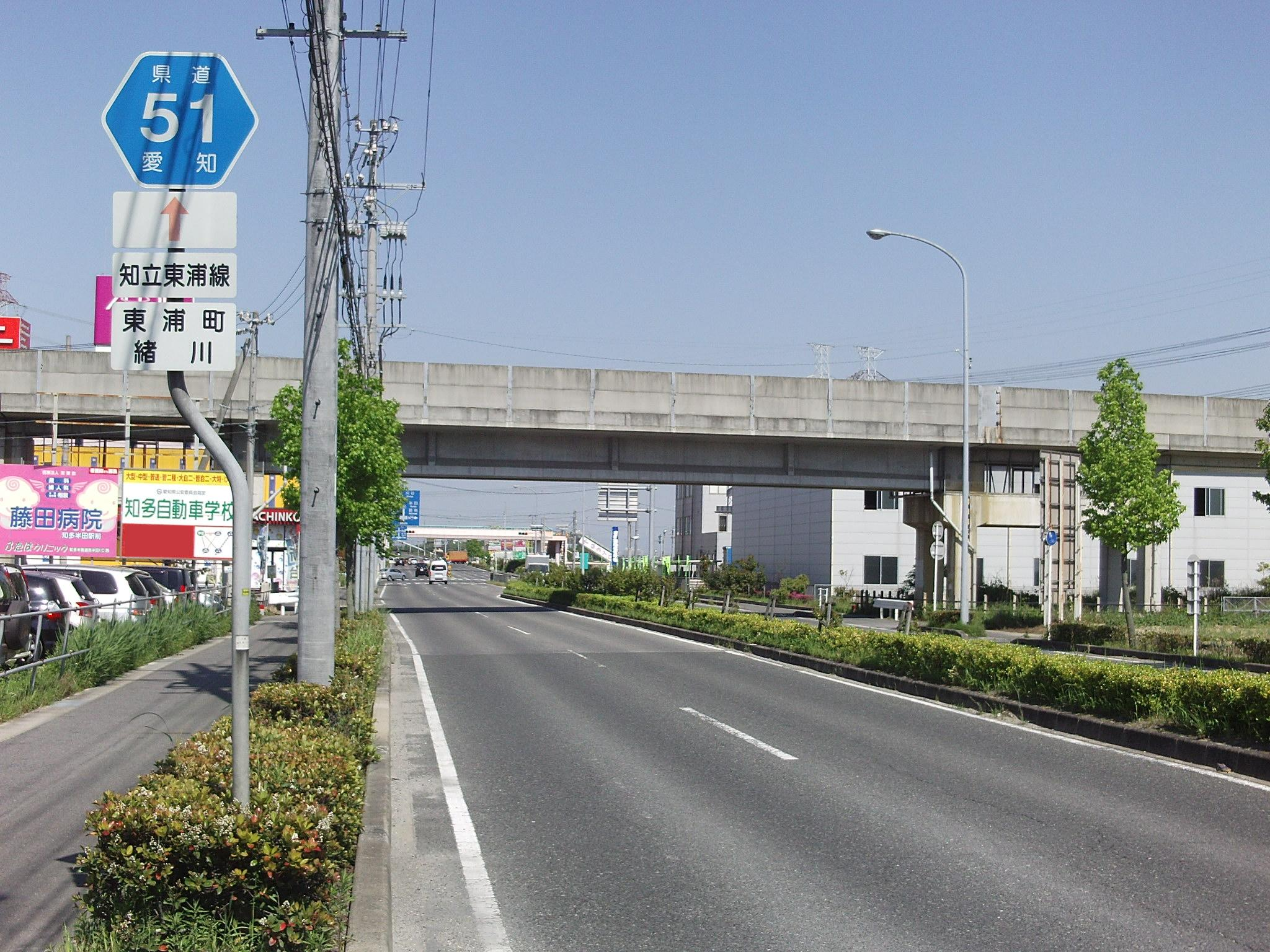
東浦町（終点側から）。イオンモール東浦の付近。

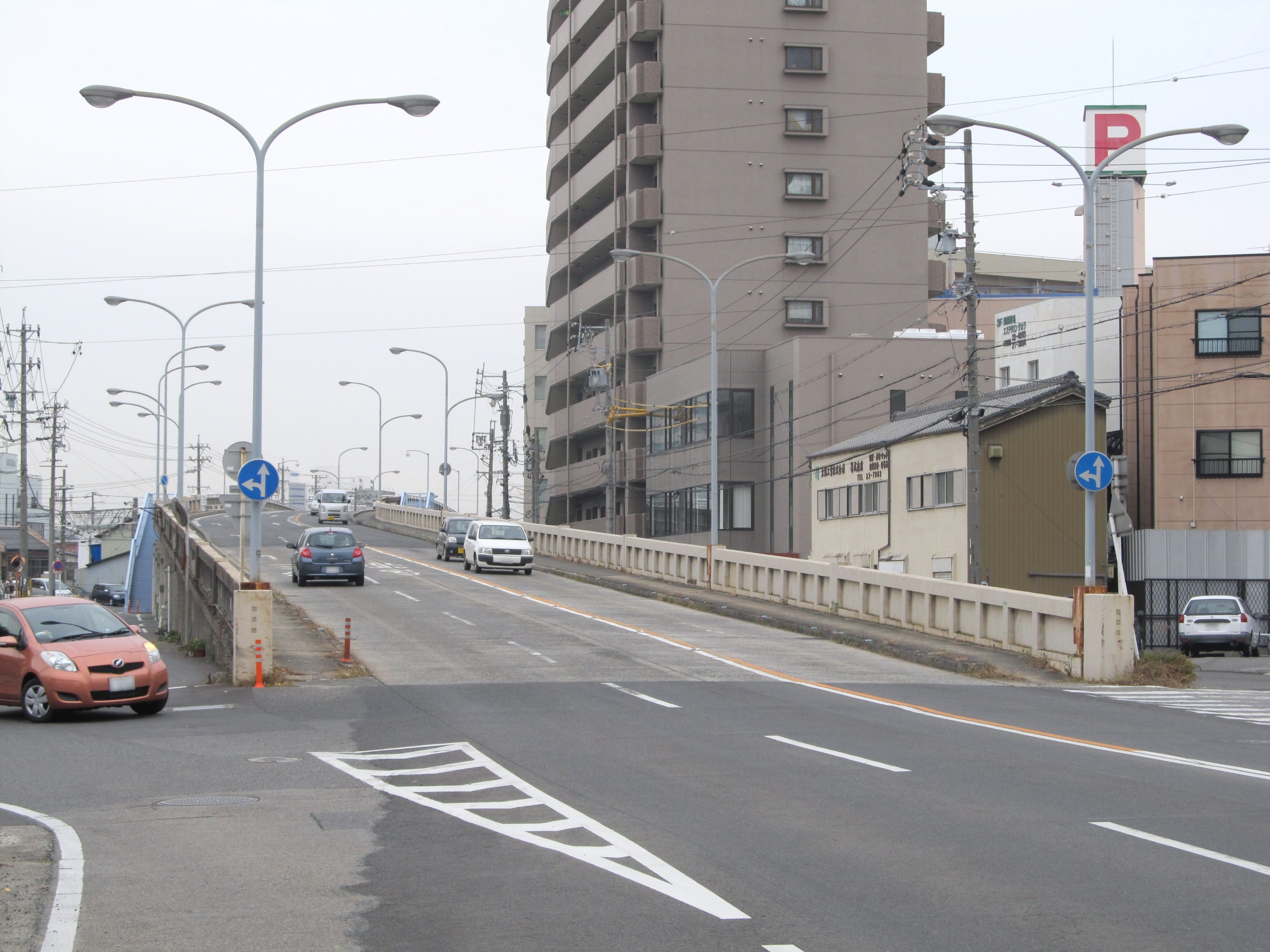
刈谷跨線橋。JR東海道本線を立体交差するため1959年10月に竣工した（詳細は刈谷駅を参照）。

愛知県道51号知立東浦線（あいちけんどう51ごう ちりゅうひがしうらせん）は、愛知県知立市から刈谷市中心市街地を通り知多郡東浦町緒川の国道366号交点に至る主要地方道（県道）である。
沿線には主要金融機関の刈谷支店、商工会議所、刈谷市役所、また刈谷駅および刈谷市駅の刈谷の2つの主要駅、豊田自動織機、デンソー、トヨタ紡織、アイシン、ジェイテクト、愛知製鋼等トヨタグループ所要企業の本社、工場等々が立地する。また万燈祭や刈谷総踊りなど夏祭りが開催される。刈谷の中心市街地では広小路通りと通称され刈谷のメインストリートと認識されている。

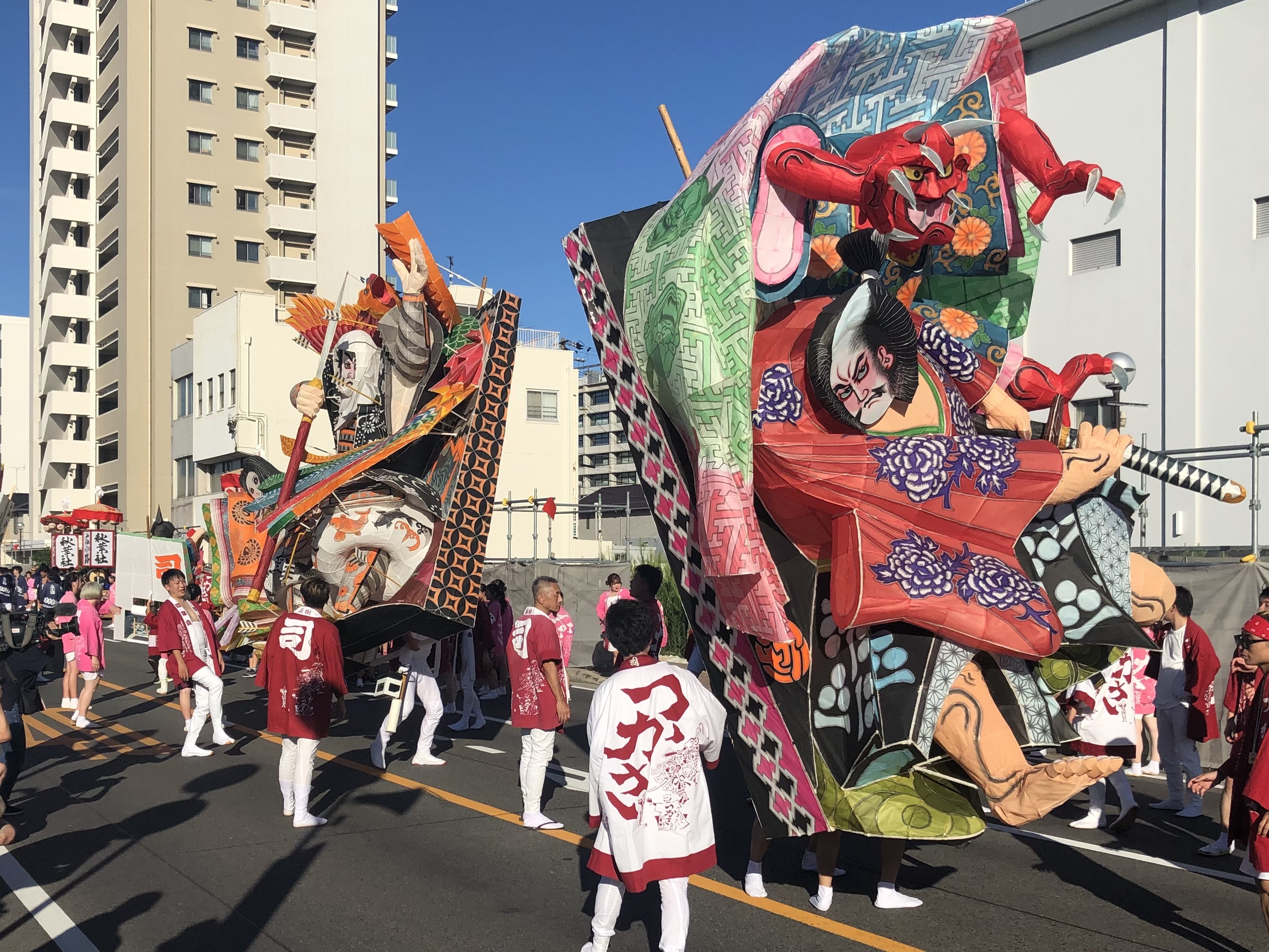
万燈祭では車線規制がしかれ、全町の一斉舞などが披露される。

## 沿革
- 1977年2月28日 認定

## 通過する自治体
- 愛知県
  - 知立市
  - 刈谷市
  - 知多郡東浦町

## 接続する道路
- 国道1号（山町北交差点）
- 愛知県道285号安城八ツ田知立線・愛知県道298号安城知立線（西尾街道）（中町交差点）
- 国道419号（知立駅北交差点 - 西町交差点で重複）
- 国道155号（西町交差点 - 東八島交差点で重複）
- 国道23号（知立バイパス）（上重原IC）
- 愛知県道282号今川刈谷停車場線（桜町交差点）
- 愛知県道48号岡崎刈谷線（刈谷警察北交差点 - 元中根交差点で重複）
- 愛知県道245号半城土広小路線（刈谷市駅北交差点）
- 愛知県道50号名古屋碧南線（司町交差点 - 港町交差点で重複）
- 国道366号（師崎街道）（東栄町交差点、東浦町役場東交差点）
- 愛知県道24号知多東浦線（東浦町役場東交差点）

## 沿線
- 池鯉鮒宿
- 名鉄バス知立営業所
- アイシン本社・刈谷工場
- トヨタ車体刈谷工場
- デンソー本社・本社工場
- JR東海道本線・名鉄三河線 刈谷駅
- アピタ刈谷店
- 刈谷市役所
- 愛知製鋼刈谷工場
- 豊田自動織機本社・刈谷工場
- 名鉄三河線 刈谷市駅
- 亀城公園
- 逢妻川・境川（平成大橋・境川橋）
- イオンモール東浦
- JR武豊線 緒川駅